# Élections régionales de 1990 en Brandebourg
Les élections régionales de 1990 en Brandebourg (en allemand : Landtagswahl in Brandeburg 1990) se tiennent le 14 octobre 1990, afin d'élire les 88 députés de la 1re législature du Landtag, pour un mandat de quatre ans.
Le scrutin est marqué par la victoire du SPD, qui remporte l'unique scrutin se tenant alors en ex-République démocratique allemande. Manfred Stolpe est investi ministre-président à la tête d'une « coalition en feu tricolore ».

## Mode de scrutin
Le Landtag est constitué de 88 députés (en allemand : Mitglied des Landtags, MdL), élus pour une législature de quatre ans au suffrage universel direct et suivant le scrutin proportionnel de Hare.
Chaque électeur dispose de deux voix : la première (en allemand : Wahlkreisstimme) lui permet de voter pour un candidat de sa circonscription selon les modalités du scrutin uninominal majoritaire à un tour, le Land comptant un total de 44 circonscriptions ; la seconde voix (en allemand : Landesstimme) lui permet de voter en faveur d'une liste de candidats présentée par un parti au niveau du Land.
Lors du dépouillement, l'intégralité des 88 sièges est répartie à la proportionnelle sur la base des secondes voix uniquement, à condition qu'un parti ait remporté 5 % des voix au niveau du Land. Si un parti a remporté des mandats au scrutin uninominal, ses sièges sont d'abord pourvus par ceux-ci.
Dans le cas où un parti obtient plus de mandats au scrutin uninominal que la proportionnelle ne lui en attribue, la taille du Landtag est augmentée afin de rétablir la proportionnalité.

## Campagne

### Principaux partis
| Parti | Parti                                                                              | Chef de file          |
| ----- | ---------------------------------------------------------------------------------- | --------------------- |
|       | Union chrétienne-démocrate d'Allemagne Christlich Demokratische Union Deutschlands | Peter-Michael Diestel |
|       | Parti libéral-démocrate Freie Demokratische Partei                                 | Rainer Siebert        |
|       | Alliance 90 Bündnis 90                                                             | Günter Nooke          |
|       | Parti du socialisme démocratique Partei des Demokratischen Sozialismus             | Lothar Bisky          |
|       | Parti social-démocrate d'Allemagne Sozialdemokratische Partei Deutschlands         | Manfred Stolpe        |

## Résultats

### Voix et sièges
|                                   | Parti social-démocrate d'Allemagne (SPD)     | Parti social-démocrate d'Allemagne (SPD)     | 411 472   | 32,57 | 30        | 487 134   | 38,24 | 6  | 36 |  |  |  |  |  |
|                                   | Union chrétienne-démocrate d'Allemagne (CDU) | Union chrétienne-démocrate d'Allemagne (CDU) | 388 465   | 30,75 | 14        | 374 572   | 29,40 | 13 | 27 |  |  |  |  |  |
|                                   | Parti du socialisme démocratique (PDS)       | Parti du socialisme démocratique (PDS)       | 180 621   | 14,30 | 0         | 170 804   | 13,41 | 13 | 13 |  |  |  |  |  |
|                                   | Parti libéral-démocrate (FDP)                | Parti libéral-démocrate (FDP)                | 89 786    | 7,11  | 0         | 84 501    | 6,63  | 6  | 6  |  |  |  |  |  |
|                                   | Alliance 90 (Bü90)                           | Alliance 90 (Bü90)                           | 108 145   | 8,56  | 0         | 81 725    | 6,42  | 6  | 6  |  |  |  |  |  |
|                                   | Autres                                       | Autres                                       | 84 742    | 6,71  | 0         | 75 170    | 5,90  | 0  | 0  |  |  |  |  |  |
|                                   |                                              |                                              |           |       |           |           |       |    |    |  |  |  |  |  |
| Votes valides                     | Votes valides                                | Votes valides                                | 1 263 231 | 96,27 |           | 1 273 906 | 97,09 |    |    |  |  |  |  |  |
| Votes blancs et nuls              | Votes blancs et nuls                         | Votes blancs et nuls                         | 48 889    | 3,73  | 38 214    | 2,91      |       |    |    |  |  |  |  |  |
| Total                             | Total                                        | Total                                        | 1 312 120 | 100   | 44        | 1 312 120 | 100   | 44 | 88 |  |  |  |  |  |
| Abstentions                       | Abstentions                                  | Abstentions                                  | 643 283   | 32,90 |           | 643 283   | 32,90 |    |    |  |  |  |  |  |
| Nombre d'inscrits / participation | Nombre d'inscrits / participation            | Nombre d'inscrits / participation            | 1 955 403 | 67,10 | 1 955 403 | 67,10     |       |    |    |  |  |  |  |  |